# DeskSpace
DeskSpace — менеджер виртуального рабочего стола для Windows 2000, XP, Vista и Windows 7. До 9 июля 2007 года программа носила имя Yod’m 3D (сокращение от англ. Yet anOther Desktop Manager 3D).

## Описание
Программа созда`т до 6 виртуальных рабочих столов и располагает их на гранях виртуального куба, позволяя пользователю переключаться между ними с анимационным эффектом вращения куба.. Подобный эффект обеспечивают оконные менеджеры Compiz и Beryl для X Window System и VirtualDesktops для Mac OS X. Для своей работы DeskSpace использует и требует DirectX 9, в отличие от большинства других оконных менеджеров, использующих OpenGL.
Не требует установки для запуска.

## История
Первоначальным разработчиком программы, носившей в то время имя Yod’m 3D, является Кристиан Салмон (фр. Christian Salmon). Программа распространялась на условиях freeware. Последней, выпущенной в 2007 году, бесплатной версией является версия 1.4.
9 июля 2007 года компания Otaku Software объявила о приобретении всех прав на Yod’m 3D, изменении названия программы на DeskSpace и смене типа лицензирования на shareware. Последней версией, выпущенной Otaku Software, является версия 1.5.8.14 от 25 мая  2012 года.